# Смогул, Александр Владимирович
Александр Владимирович Смогул (Мурадов) (16 октября 1946, Загорский район, Московская область, СССР — 1 января 2015, Москва, Россия) — советский и российский поэт, бард и импровизатор.

## Биография
Родился в селе Звягино (ныне не существующем) под Загорском 16 октября 1946 г. Мать — Зоя Борисовна Симон, жила в Москве, умерла в середине 2000-х. Точных сведений об отце нет. Как сын военнослужащего, Александр учился в Суворовском училище, которое не окончил, однако надолго сохранил дружбу с соучениками — в день рождения Саши Симона они, подобно лицеистам, ежегодно отмечали «день кадетки». Высшего и специального литературного образования не получил, окончил медицинское училище, работал санитаром на «скорой помощи».
По его словам, с 13 лет стал играть на гитаре и писать первые песни. В 1964 году познакомился с Владимиром Бережковым и с этого момента считал себя приобщённым к творческим кругам Москвы. Очевидно, что свой псевдоним взял под влиянием СМОГа (Самое Молодое Общество Гениев, которое объединяло Л. Губанова, В. Алейникова, Ю. Кублановского и др.), хоть сам Смогул это отрицал. Своими литературными учителями называл Евгения Рейна и Владимира Корнилова, с которыми познакомился в зрелые годы.
В 1968 году (уже под псевдонимом Смогул) стал одним из героев знаменитого научно-популярного фильма о безграничных людских возможностях «7 шагов за горизонт» (Киевская КСНПФ), о чём напоминал всякий раз, когда возникали проблемы с отсутствием постоянной работы. В 70-80-е жил случайными заработками и частными концертами. В те же годы стал членом объединения «Первый круг», в которое входили Александр Мирзаян, Михаил Кочетков, Владимир Бережков, Виктор Луферов, Надежда Сосновская, Евгений Бачурин, Владимир Капгер, Андрей Анпилов.
С начала 90-х сотрудничал с композитором Вячеславом Малежиком, писал тексты песен для Александра Кальянова, Виктора Попова, Михаила Муромова, Александра Косенкова, Илоны Броневицкой. Вступил в Союз писателей России.
В июне 2002 года А. Смогул участвовал в 8-м слёте КСП Восточного побережья США (в числе приглашённых на этом слёте были Владимир Туриянский, Дмитрий Кимельфельд, Наталья Дудкина, Тимур Шаов), гастролировал по 16 городам США.
В мае 2003 г. был участником международного фестиваля «Русский акцент — 2003» в Берлине.
Имея постоянную немецкую визу, с правом проживания и работы в Германии,
периодически читал для славистов лекции в университете Гамбурга на тему «Психосоциальные аспекты литературы». Сохраняя российское гражданство, в последние годы практически не выступал на родине как поэт и исполнитель, сторонился литературной среды. Скоропостижно умер в новогоднюю ночь 2015 года.

## Личная жизнь
В своих интервью А. Смогул всячески избегал вопросов, касающихся его личной жизни.
Первая жена — гражданка ГДР, которая в середине 90-х помогла бывшему мужу оформить пенсию по инвалидности от немецких властей и получить постоянную рабочую визу. От А. В. Симона у неё остался сын, проживающий с матерью в Германии.
Со второй женой Людмилой Мурадовой прожил десять лет, при регистрации брака Александр Симон взял фамилию жены.
Третья жена — Людмила Клементьева, литератор. Прожили 10 лет.
Четвертая жена А. Смогула (Мурадова) — Клавдия Гремяко.

## Оценка творчества
Наверное, лирика Смогула в чем-то родственна лирике такого странного русского поэта, как Иннокентий Анненский. Та же безысходность, та же победа тёмных красок над светлыми, яркими… «Ни ожидания, ни боли»… Конечно, автор немного передёргивает. Боли не просто нет — её-то как раз с избытком. Просто боль уже какая-то… переболевшая. Боль после боли.
Конечно, такой антиромантизм был бы мало привлекателен читателю, не будь это так мастерски написано. Даже не по мысли — по точности выбора слова. По экономности слов для точной передачи смысла мало найдётся равных Александру Смогулу в русской поэзии.
Невзирая на свой закоренелый пессимизм, пронизывающий едва ли не всю его лирику, Александр Смогул один из немногих ныне живущих волшебников пера, достойных звания народного поэта. Я готов это утверждать, как и то, что стихи его всегда были и будут «несвоевременными». Поясню свою мысль. Они были несвоевременными в советское время, когда был принят ура-патриотизм. Нельзя было рисовать быт грустными красками – это было недостойно строителя коммунизма. Нельзя было ругать войну в Афганистане или сомневаться в её необходимости. Александр Смогул никогда не обращал внимания на то, «как надо» — он всегда чутко прислушивался к голосу своей совести. Наступило новое время — и опять Смогул вроде бы не вписывается со своей правдой жизни. Вроде бы надо писать о положительном – но иногда так трудно его обнаружить в окружающей жизни… А может быть, просто стиль у писателя такой — горький, полынный. Жребий такой в русской литературе. «Мне выделен горький стакан тяжелого русского слова…».
— Александр Карпенко.

## Книги
- Александр Смогул. — «Ни ожидания, ни боли»[4] — Издательство: Вита Нова, СПб, 2002 (Серия: Варварская лира) / ISBN 5-93898-022-4, Тираж: 1000 экз.
- Александр Смогул. — «В тупиках простора», Книга стихов.  — Издательство Academia, Москва, 2003 / ISBN 5-875341-39-4, Тираж: 500 экз.
- Александр Смогул. — «Одна десятая. Книга стихов, посвящений, воспоминаний»  — Издательство «Водолей», Москва, 2016 / ISBN 978-5-91763-309-1

## Видео- и аудиозаписи
- А. Смогул в фильме «7 шагов за горизонт» (Киевская КСНПФ, 1968)
- Домашний концерт / РЕН ТВ, 1998
- Телепередача «Околица» / ТК «Тонус», 2000
- Вечер памяти Александра Смогула / «Гиперион», 13.2.2015
- Александр Смогул: «Однажды осенью» / компакт-диски и компакт-кассеты / © Фирма «Остров», 1997